# Troisdorf Challenger
Il Troisdorf Challenger, nome ufficiale Saturn Oil Open per motivi di sponsorizzazione, è stato un torneo professionistico maschile di tennis giocato su campi in terra rossa. Faceva parte dell'ATP Challenger Tour e la prima edizione si è tenuta nel maggio 2022. Si giocava sui campi del Tennisclub Rot-Weiss Troisdorf e. V. di Troisdorf in Germania. Dal 2024 il torneo si è svolto solo nella categoria femminile del circuito ITF.

## Storia
Creato nel 2018 come torneo maschile e femminile facenti parte del circuito nazionale della Federazione tedesca tennis, nel 2019 si è disputato solo il torneo maschile, inserito nel circuito ITF. Nel 2020 si è giocato solo il singolare maschile, valido per le Tannenhof German Menüs Series. Nel 2021 si è disputato anche il doppio maschile e il torneo è tornato a far parte del circuito ITF.  Nel 2022 si è svolto per due edizioni il Challenger maschile. Dal 2024 si disputa solo il torneo del circuito ITF femminile con il montepremi di $ 50.000.

## Albo d'oro

### Singolare
| Anno | Campione    | Finalista                | Punteggio     |
| ---- | ----------- | ------------------------ | ------------- |
| 2023 | Ivan Gakhov | Frederico Ferreira Silva | 6–2, 5–7, 6–3 |
| 2022 | Lukáš Klein | Zizou Bergs              | 6–2, 6–4      |

### Doppio
| Anno | Campioni                           | Finalisti                        | Punteggio   |
| ---- | ---------------------------------- | -------------------------------- | ----------- |
| 2023 | Íñigo Cervantes Oriol Roca Batalla | Manuel Guinard Grégoire Jacq     | 6–2, 7–6(1) |
| 2022 | Dustin Brown Evan King             | Hendrik Jebens Piotr Matuszewski | 6–4, 7–5    |